# Franz Ludwig von Hatzfeldt
Pour les articles homonymes, voir Hatzfeld (homonymie).
Franz Ludwig, 1er prince von Hatzfeldt zu Trachenberg (23 novembre 1756, Bonn - 3 février 1827, Vienne) est un général et diplomate prussien.

## Biographie
Fils du comte Karl Ferdinand von Hatzfeldt et d'Anna Elisabeth von Venningen (de), il suivit la carrière des armes, devint lieutenant général et propriétaire d'un régiment d'infanterie.
Lors de la prise de Mayence par Adam Philippe de Custine, il a été le premier qui a voté pour la reddition de la ville. Il est entré au service de la Prusse en 1795 et est passé au grade de général dans ce pays, puis au grade de lieutenant général en 1802.
Le 10 août 1803, il est élevé à la dignité de prince prusse.
Quand Berlin a été évacué en 1806 par les troupes prussiennes, son beau-père le comte Friedrich Wilhelm von der Schulenburg-Kehnert, gouverneur de Berlin et ministre d'État, lui donna la gestion des affaires publiques.
Il fut arrêté par Napoléon Bonaparte. La princesse de Hatzfeldt alla alors supplier Napoléon de libérer son mari auprès de Bonaparte, qui lui accorda sa clémence.
Hatzfeld exécuta plusieurs missions diplomatiques. Il se rendit comme ambassadeur à La Haye en 1818, puis à Vienne en 1822, où il décéda le 3 février 1827.
La dignité princière passa à son fils aîné, le prince Hermann Anton von Hatzfeldt (lui-même père du prince Hermann von Hatzfeldt). Franz Ludwig était également le père de Sophie von Hatzfeldt).

## Famille
Il épouse la comtesse Friederike von der Schulenburg-Kehnert (née le 6 mai 1779 et morte le 23 novembre 1832), une fille du général et ministre Friedrich Wilhelm von der Schulenburg-Kehnert (1742-1815) à Berlin le 1er décembre 1799. (1742-1815). Le couple a les enfants suivants :
- Ludowica Friederike Wilhelmine Josepha (née le 1er novembre 1800 et mort le 22 janvier 1835) mariée avec le baron Ludwig Roth von Schreckenstein (1789–1858), général et ministre prussien de la Guerre
- Wilhelmine Helene Sophie (née le 29 octobre 1801 et morte le 1er avril 1838) mariée avec le baron Maximilian von Loë (de) (1801–1850), administrateur de l'arrondissement de la Sieg (de)
- Wilhelmine Johanna Christine Franziska (née le 29 octobre 1802)
- Sophie Wilhelmine Charlotte Marianne (née le 17 décembre 1803 et morte en 1804)
- Sophie Josephine Ernestine Friederike Wilhelmine (1805–1881) mariée le 10 août 1822 avec le comte Edmund von Hatzfeld (1798–1874)
- Luise Auguste Elisabeth Friederike (née le 6 mars 1807 et morte le 14 janvier 1858) mariée avec le comte August Ludwig von Nostitz (1777–1866)
- Hermann Anton (né le 2 octobre 1808 et mort le 20 juillet 1874), membre de la chambre des seigneurs de Prusse
  - marié avec Mathilde von Reichenbach-Goschütz (née le 15 février 1799 et morte le 10 avril 1858), fille de Heinrich Leopold von Reichenbach-Goschütz
  - marié avec Marie von Nimptsch (1820–1897)
- Maria Josepha Hermann Pauline Maximiliane Ludovica (née le 16 octobre 1809 et morte le 24 février 1889) mariée avec le baron Engelbert von Landsberg-Velen und Steinfurt (de) (1796–1878)
- Maximilian (né le 7 juin 1813 et mort le 19 janvier 1859), ambassadeur prussien à Paris, marié en 1844 avec Pauline de Castellane (née le 6 juillet 1823 et morte le 9 mars 1895)